# گوتا گو ۱۴۵
گوتا گو ۱۴۵ (به آلمانی: Gotha Go 145) یک هواگرد دوباله تک‌موتوره دو سرنشین آموزشی ساخت شرکت گوتا در آلمان بود.

## طراحی، ساخت و کاربرد
شرکت گوتا، در چارچوب پیمان ورسای، سال ۱۹۱۹ بسته شد. پس از برپایی دوباره آن در ماه اکتبر سال ۱۹۳۳، هواگرد گو ۱۴۵ نخستین فراورده آن بود. این هواگرد آموزشی با پیکربندی دوباله، ساختاری چوبی با پوششی پارچه‌ای داشت. نیرو محرکه را یک موتور آرگوس آاس ۱۰سی فراهم می‌آورد. پیش‌نمونه نخستین بار ماه فوریه سال ۱۹۳۴ به پرواز درآمد و هواگرد سال پس از آن کار خود را در لوفت‌وافه آغاز کرد. گونه‌ها دربرگیرنده گو ۱۴۵آ با هدایت دو تایی آموزشی، گو ۱۴۵به با اتاقک سربسته خلبان و چرخ‌های پوشیده و گو ۱۴۵سی با یک تیربار ۷٫۹۲ میلی‌متری ام‌گه ۱۵ در پشت اتاقک برای آموزش تیراندازی، بود.
گو ۱۴۵ به اندازه زیاد از سوی لوفت‌وافه در دانشکده‌ها برای آموزش خلبانی استفاده شد. با این همه، ماه دسامبر سال ۱۹۴۲ چند گردان هوایی پدید آمد تا همانند کاربرد پولیکارپوف پو-۲ به‌دست شوروی، از گو ۱۴۵ بسان هواگرد تهاجمی شبانه استفاده شود. این یگان‌ها ماه اکتبر سال ۱۹۴۳ «گروه رزم شبانه» نامیده شدند و تا پایان جنگ کُنِش خود در آوردگاه با شوروی را پی گرفتند. روی هم شش گروه رزم شبانه و شش گروه هوایی دیگر گو ۱۴۵ را به‌کار بردند. این هواگردها بمب‌های سبک، توپ خودکار، موشک و بلندگو داشتند.
گو ۱۴۵ در شرکت‌های گوتا، آگه‌ا، ب‌ام‌و و فوکه-وولف در آلمان و همچنین با پروانه ساخت در اسپانیا با نام «کازا ۱۱۴۵-ال» و در ترکیه ساخته شد.

## مشخصات فنی
گو ۱۴۵:
مشخصات عمومی
- خدمه: ۲ نفر
- طول: ۸٫۷ متر
- طول بال: ۹ متر
- مساحت بال: ۲۱٫۷۵ متر مربع
- ارتفاع: ۲٫۹ متر
- وزن خالی: ۸۸۰ کیلوگرم
- وزن بارگذاری‌شده: ۱٬۳۸۰ کیلوگرم

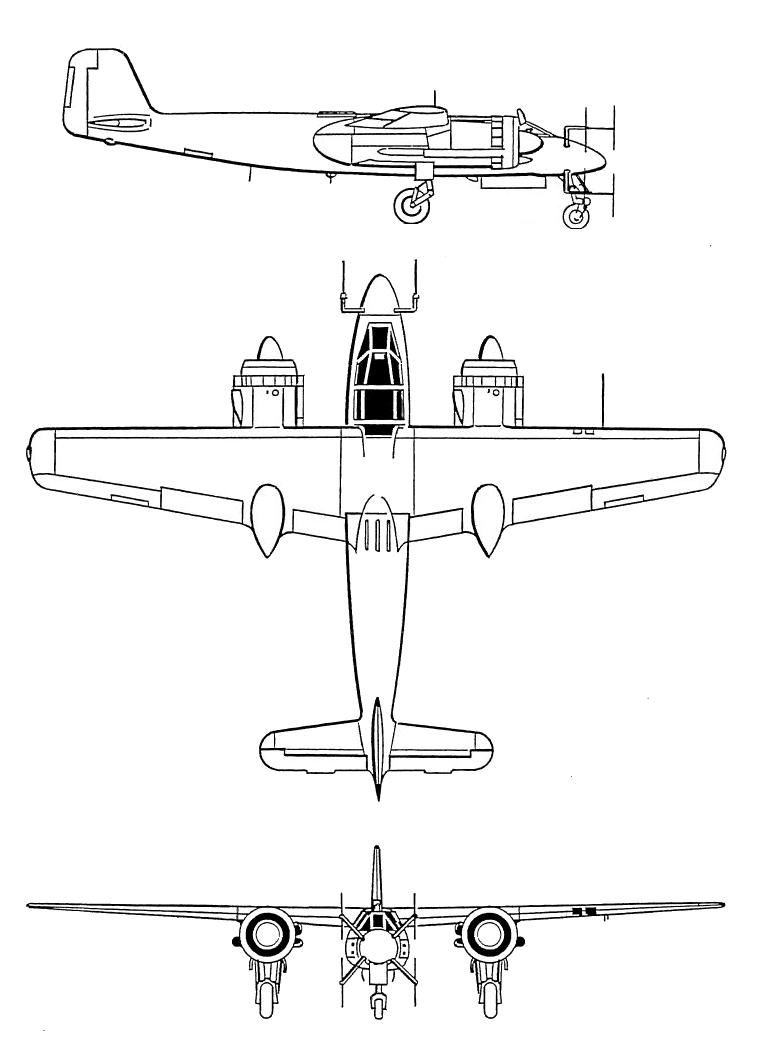

- نیرومحرکه: ۱ × موتور وی معکوس پیستونی آرگوس آاس ۱۰سی: ۲۴۰ اسب بخار

عملکرد
- حداکثر سرعت: ۲۱۲ کیلومتر بر ساعت در سطح دریا
- پایاسیر: ۱۸۰ کیلومتر بر ساعت
- سقف پرواز: ۳٬۷۰۰ متر
- برد: ۶۳۰ کیلومتر